# Kevin Fernández
Kevin Iván Fernández Neira (Santiago, Chile, 9 de marzo del 2001) es un futbolista profesional chileno que se desempeña como volante y actualmente milita en Lautaro de Buin de la Segunda División Profesional de Chile de Chile.

## Trayectoria

### Universidad Católica
Inicio sus primeros pasos en el fútbol en las divisiones inferiores de Universidad Católica, donde se coronó campeón en la categoría sub-16, en el triunfo 4 a 0 de su elenco sobre Santiago Wanderers. Participó en la pretemporada del club en inicios 2020, y fue promovido al primer equipo para la temporada de ese año por el actual técnico Ariel Holan. En el ámbito internacional fue incluido en la lista de 30 jugadores inscritos para disputar la Copa Libertadores, estando de suplente en el partido del 3 de marzo de 2020 frente a Internacional de Porto Alegre en la derrota 3 a 0 de la escuadra cruzada.
En febrero de 2021, se celebró su primer título nacional con Universidad Católica al ganar el campeonato Primera División 2020, y al mes siguiente la Supercopa 2020. A finales de año con el club consiguió el título de la Supercopa 2021.

### Lautaro de Buin
Tras no ser considerado en el primer equipo de Universidad Católica, el 19 de marzo de 2022 el club Lautaro de Buin confirmó su préstamo hasta final de temporada. Debutó en el fútbol profesional con Lautaro el 27 de marzo de 2022 en la derrota de su club por 0 a 1 frente a Santiago Morning por la primera fase de la Copa Chile 2022

## Selección nacional
En febrero de 2020, Fernández recibió la primera nómina para el microcilo de la Selección de fútbol sub-20 de Chile liderada por Patricio Ormazábal, en mira del Sudamericano de 2021.

## Estadísticas
| Club                         | Div.          | Temporada     | Liga  | Liga  | Copas nacionales | Copas nacionales | Torneos internacionales | Torneos internacionales | Total | Total |
| Club                         | Div.          | Temporada     | Part. | Goles | Part.            | Goles            | Part.                   | Goles                   | Part. | Goles |
| ---------------------------- | ------------- | ------------- | ----- | ----- | ---------------- | ---------------- | ----------------------- | ----------------------- | ----- | ----- |
| Universidad Católica · Chile | 1.ª           | 2021          | —     | —     | —                | —                | —                       | —                       | 0     | 0     |
| Universidad Católica · Chile | Total club    | Total club    | 0     | 0     | 0                | 0                | 0                       | 0                       | 0     | 0     |
| Lautaro de Buin · Chile      | 3.ª           | 2022          | 9     | 0     | 1                | 0                | —                       | —                       | 10    | 0     |
| Lautaro de Buin · Chile      | Total club    | Total club    | 9     | 0     | 1                | 0                | 0                       | 0                       | 10    | 0     |
| Total carrera                | Total carrera | Total carrera | 9     | 0     | 1                | 0                | 0                       | 0                       | 10    | 0     |
| 1. 2.                        |               |               |       |       |                  |                  |                         |                         |       |       |

## Palmarés

### Títulos nacionales
| Título             | Equipo                     | País  | Año  |
| ------------------ | -------------------------- | ----- | ---- |
| Primera División   | C. D. Universidad Católica | Chile | 2020 |
| Supercopa de Chile | C. D. Universidad Católica | Chile | 2020 |
| Primera División   | C. D. Universidad Católica | Chile | 2021 |
| Supercopa de Chile | C. D. Universidad Católica | Chile | 2021 |